# Бехистунски натписи
Бехистунски натписи (такође познати и као Биситун или Бисутун, фарси بیستون, староперсијски Багастана: „Божје место или земља“) су антички вишејезични натписи који се налазе на планини Бехистун у провинцији Керманшах у близини града Керманшах у западном Ирану. Датирају из 6. века п. н. е., односно из доба владавине Дарија Великог, владара Персијског царства.

Натписи обухватају текстове писане клинастим писмом на три језика: персијском, еламитском и вавилонском. Британски официр Хенри Раулинсон (Hanry Rawlinson) је копирао натписе у два дела, 1835. и 1843. године. Раулинсон је успео да преведе натписе клинастим писмом на персијском језику 1838. године, док су еламске и вавилноске текстове 1843. превели Раулинсон и његови сарадници. Вавилонски натписи су каснији облик акадског језика, док оба спадају у семитске језике. У доба открића, Бехистунски натписи су за клинасто писмо имали једнак значај као и Камен из Розете за египатске хијероглифе; радило се о документу помоћу ког је било могуће дешифровати древно и заборављено писмо.
Бехистунски натписи су отприлике 15 м висине и 25 м ширине, а уклесани су у кречњачку литицу која се налазила уз антички пут који је спајао главне градове Вавилона и Медије. Ради се о јако неприступачном месту пошто су древни градитељи изравнали литицу након завршетка клесања натписа. Персијски текст састоји се од 414 редова сложених у пет стубаца; еламитски од 593 редова у осам стубаца, док се вавилонски састоји од 112 редова. 
Урезивање ових натписа наложио је персијски владар Дарије I, чија је фигура такође уклесана изнад натписа. Рељеф га приказује наоружаног луком, те са левом ногом над грудима особе која лежи, за коју се претпоставља да је реч о узурпатору Гаумати кога је Дарије I свргнуо са персијског трона. Дарије је на рељефу приказан како пристиже са леве стране у пратњи два дворанина, док десет фигура (висине 1 м) пристижу са десне стране и сваки држи руку на рамену оног ко је испред њега, што симболизује јединство покорених народа. Зороастријски симбол фаравахар лебди изнад људских фигура, а симболизује благослов божанства Ахура Мазде. Претпоставља се да је једна људска фигура додана на рељеф након завршетка клесања, а налази се на одвојеном каменом блоку причвршћеном на постојећу структуру помоћу гвоздених клинова и олова.